# Windmolen Hoogveld
Windmolen Hoogveld (ook: Molen van Vliermaal) was een windmolen van het type ronde stenen molen, gelegen aan de Hoogveldstraat 20 te Vliermaal.
Deze beltmolen fungeerde als korenmolen. Tegenwoordig is van deze molen slechts de romp nog aanwezig, welke dienstdoet als woonhuis.

## Geschiedenis
De molen is gelegen op de Kukkelberg, en ligt 102,5 meter boven zeeniveau. Ze werd gebouwd in 1857, nadat een aantal watermolens op de Mombeek werden opgeheven. In 1908 werd de molen al onttakeld. Daarna was nog een tijdlang een rosmolen in de molenromp gevestigd om het graan van het Kasteel Hoogveld te dorsen. Ook werd de romp ingekort. Wat nog overbleef, brokkelde geleidelijk af.
Vanaf 1966 werd de romp weer opgemetseld, en er werden kantelen op de rand aangebracht. De romp werd als dancing ingericht. De molenberg werd afgegraven, zodat de gangen met steunberen, die naar de molen leidden, nu bloot kwamen te liggen.
Van 2004-2005 werd de molen ingericht als woning. De kantelen werden verwijderd.
- Inventaris van het Bouwkundig Erfgoed (Vlaanderen): 32262